# Jean-Jacques Matignon
Jean-Jacques Matignon, né le 29 novembre 1866 à Eynesse en Gironde et mort le 18 mars 1928 à Paris, est un médecin militaire français attaché à la légation de France à Pékin de 1894 à 1901.

## Biographie
Observateur attentif du monde chinois, Matignon a la particularité d'étudier dans les récits qu'il publie sur son expérience en Extrême-Orient, les questions sociales, la criminologie, la situation des femmes, les mœurs familiales et la prostitution au Japon. 
Il fait son internat aux hôpitaux de Bordeaux et fait un premier séjour en Chine de 1894 à 1898. Il y organise un hôpital et un rudiment d'école française à Pékin et étudie la peste qui sévit alors à la frontière de la Mongolie et de la Sibérie. Découvrant des foyers endémiques insoupçonnés, il contribue à la limitation du fléau, ce qui lui vaut la croix de Sainte-Anne de la part du gouvernement russe. En 1895, il se distingue dans les épidémies de typhus, de choléra et de peste qui font plus de cinquante mille victimes à Pékin. C'est de même pour lutter contre la peste qu'il part à Macao en 1897. Photographe, il réalise de nombreux clichés de l'invasion japonaise en Mandchourie, dont plusieurs sont repris dans L’Illustration et dans le Tour du monde.
En mai 1897, il effectue un voyage d'information au Japon et en Corée, visite Kyushu et, à bicyclette, avec un compagnon, le capitaine Vidal, parcourent la péninsule de Shimabara et visitent la station balnéaire d'Onzen. Matignon se rend ensuite à Tchémoulpo puis à Séoul. 
En septembre-octobre 1897, il part excursionner en Mongolie, atteint la résidence de Toun-Kia-Yng-tze et visite la mission de Pé-Li-Gô (Pié-lié-keou) d'où sont partis en 1844 Evariste Huc et Joseph Gabet pour le Tibet.
Aux côtés de Paul Pelliot, il participe de juin à août 1900 à la défense des Légations européennes contre les Boxers lors du siège de Pékin.
Il est fait chevalier (29 décembre 1900) puis officier de la Légion d'honneur le 3 février 1917.

## Œuvres
Publications sur l'Asie
- Note sur la médecine des Mongols, 1895
- Les Eunuques du palais impérial à Pékin, 1896
- Le Pansement japonais au charbon de paille, 1896
- Note sur la durée de l'immunité vaccinale conférée par la variole dans le Nord de la Chine, 1896
- Le Suicide en Chine, 1897
- Superstition, crime et misère en Chine, 1899
- Souvenirs d'Extrême-Orient : les bains au Japon, 1899
- Deux mots sur la pédérastie en Chine, 1899
- L'Orient lointain : Chine, Corée, Mongolie, Japon. Impressions et souvenirs de séjour et de tourisme, 1903
- Vade-mecum médical de l'officier en campagne, premiers soins à donner aux blessés et aux malades en attendant l'arrivée du médecin, 1904
- Enseignements médicaux de la guerre russo-japonaise, 1907
- Moukden et ses tombes, 1908
- Dix ans au pays du Dragon, 1910
- Géographie médicale : l'helminthiase intestinale chez l'européen et chez le chinois à Pékin, non daté
- La Peste bubonique en Mongolie, non daté

Publications médicales
- De la gastro-entérostomie dans le cancer du pylore, 1892
- De la pneumonie dans les abcès du poumon, 1893
- Note sur un nouveau procédé d'anastomose gastro-intestinale, 1893
- Du Sulfate de cuivre dans le traitement de l'endométrite et des accidents qu'il peut produire, 1893
- Le Bréviaire thermal des coloniaux : guide de clinique pour le choix de stations thermales pour séquelles d'affections coloniales, 1923
- De l'atriplicisme, intoxication par l'arroche, non daté

Journal
- Jean-Jacques Matignon, Les 55 jours de Pékin : journal d'un médecin au siège des légations, 28 mai-18 août 1900, éd. Juliette Bourdin, Monfaucon, Éditions Jean-Jacques Wuillaume, 2021.